# Jiří Kylián

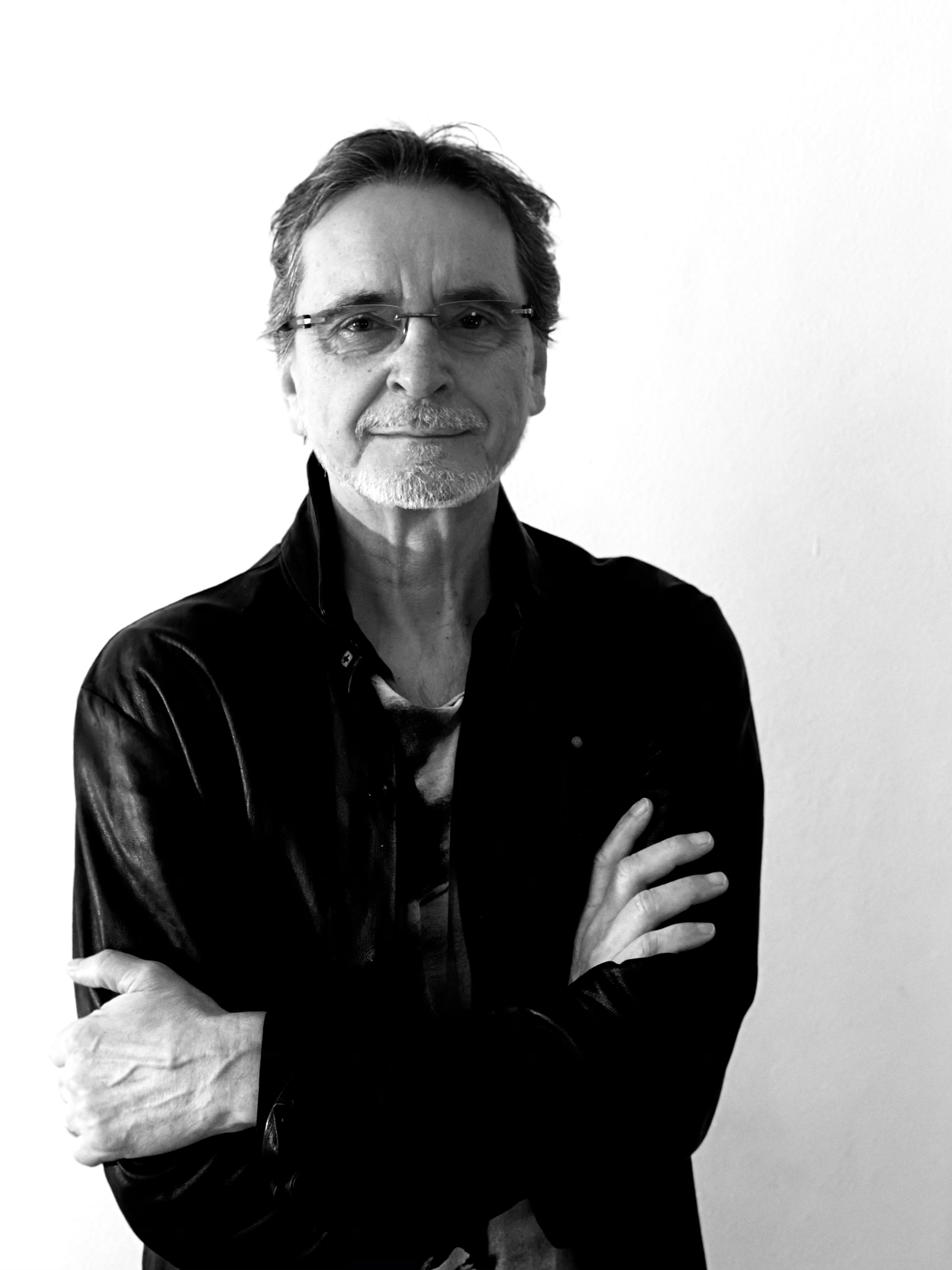
Jiří Kylián (2020)

Jiří Kylián (ur. 21 marca 1947 w Pradze) – czeski tancerz i choreograf.
W latach 1978–1999 był dyrektorem artystycznym Teatru Tańca w Hadze. Stworzył balety
do wielu znanych dzieł muzycznych m.in. Leoša Janáčka, Igora Strawinskiego, Johna Cage’a.